# La controvita
La controvita (in originale The Counterlife) è un romanzo del 1986 dello scrittore statunitense Philip Roth. Il protagonista, Nathan Zuckerman, era già apparso in altri romanzi dello stesso autore.

## Trama
Il romanzo è diviso in cinque parti, ognuna delle quali presenta una variazione sulla stessa situazione di base. Le parti I e IV sono indipendenti da qualsiasi altra parte del romanzo, mentre le parti II, III e V formano una narrazione più o meno continua. Nelle cinque parti, i due fratelli Zuckerman, Nathan e Henry, affrontano problemi legati alla vita, la morte, il sesso, l’ebraismo.
All’inizio Nathan Zuckerman va al funerale di Henry, con in tasca il suo necrologio: Henry è infatti morto durante un intervento chirurgico che avrebbe dovuto risolvere la sua impotenza sessuale. Successivamente, Henry va al funerale del fratello, il quale è morto nel tentativo di risolvere lo stesso problema. In seguito, un amico di Nathan ha il compito di leggere il necrologio che Nathan si è scritto da solo. Henry rinasce come uomo e come ebreo nella Terra Promessa, mentre Nathan, guarito, sta tornando proprio da Israele.

## Edizioni italiane
- Philip Roth, La controvita, traduzione di Vincenzo Mantovani, Torino, Einaudi, 2010,  p. 393, ISBN 9788806178963.